# Новоомский
Новоо́мский — посёлок (сельского типа) в Омском районе Омской области. Административный центр Новоомского сельского поселения.
Основан в 1900 году.
Население — 5218 чел. (2021)

## География
Посёлок расположен в лесостепи, у восточной кромки Ишимской равнины, относящейся к Западно-Сибирской равнине, на левом берегу реки Иртыш. В окрестностях посёлка распространены чернозёмы обыкновенные.
Новоомский прилегает к юго-западной окраине Омска, расстояние до центра города составляет 21 км, до районного центра посёлка Ростовка — 35 км. На севере граничит с селом Троицкое.

## История
Основан в 1900 году омским предпринимателем Ф. Ф. Штумпфом, арендовавшим 4000 десятин земли у Сибирского казачьего войска. В 1903 году на территории посёлка построено двухэтажное здание — заимка арендатора. Основными отраслями хозяйства считались полеводство и разведение рогатого скота. К 1914 году являлось ведущим хозяйством в регионе по разведению улучшенных пород рабочих упряжных лошадей.
В 1920 году на основе национализированного хозяйства Штумпфа был образован совхоз № 24, вскоре переданный в ведение Омского военного гарнизона и получивший наименование Окрвоенсовхоз № 1. В 1925 году совхоз перешёл в подчинение Сибсельхозтреста, в 1930 году переименован в «Приомский», а затем выделен в самостоятельный совхоз «Новоомский» (№ 43). В 1934 году награждён орденом Трудового Красного Знамени. В 1990-х совхоз преобразован в АО, затем в СПК.

## Население
| 2002 | 2006  | 2010  | 2021  |
| ---- | ----- | ----- | ----- |
| 4521 | ↗5002 | ↘4946 | ↗5218 |

## Инфраструктура
Имеются СОШ, детский сад, культурно-досуговый центр, библиотека, участковая больница, отделение связи, аптечный киоск, киноустановка, стадион, спортивный зал. На средства меценатов построен храм во имя Царственных страстотерпцев.